# Wiktor Wallin
Wiktor Emanuel Wallin, född 4 mars 1885 i Uppsala, död 11 mars 1973 i Enskede, var en svensk målare och dekorationsmålare.
Han var son till Per Emanuel Wallin och Lovisa Lenskvist och gift första gången 1910 med Karin Henriksson och andra gången från 1933 med Lilly Brage. Wallin anställdes som medhjälpare till Filip Månsson i Stockholm och fick under sin anställningstid utbildning i dekorationsmålning. Han arbetade därefter något år för Brocke Blückert i Göteborg innan han etablerade en egen dekorationsateljé. Han tilldelades ett statligt resestipendium 1916. Tillsammans med Filip Månsson och Oscar Brandtberg utförde han al secco-målningar i Uppenbarelsekyrkan i Saltsjöbaden 1912. På egen hand utförde han dekorativa målningar på Lobergs slott 1916, för PP Waldenströms stiftelse på Lidingö 1918, Emanuelskyrkan nuvarande Baptistkyrkan i Uppsala 1920 samt ett flertal profana målningar på hotell och ordenslokaler. Han anlitades av Israel Wahlman för att utföra frescomålningar i Engelbrektskyrkan i Stockholm och han samarbetade flera gånger med Olle Hjortzberg vid muralmåleri. Som stafflimålare målade han porträtt, interiörer och landskap. Separat ställde han ut ett flertal gånger i Stockholm och han medverkade i samlingsutställningar arrangerade av Uplands konstförening. Han tvingades ge upp sitt måleri i slutet av 1950-talet efter att han drabbades av total blindhet. 